# Kerem Tunçeri
Kerem Tunçeri, né le 14 avril 1979 à Istanbul, est un basketteur turc

## Club
- 1997-1999 :  Galatasaray
- 1999-2004 :  Efes Pilsen
- 2004-2005 :  Ülkerspor
- 2005-2006 :  Beşiktaş Colaturka
- 2006-2008 :  Real Madrid
- 2008-2009 :  Triumph Lyubertsy
- 2009-2013 :  Efes Pilsen

## Palmarès

### Club
compétitions internationales 
- Vainqueur de la Coupe ULEB 2007

 compétitions nationales 
- Champion de Turquie 2002, 2003, 2004
- Vainqueur de 4 Coupe de Turquie
- Champion d'Espagne 2007

### Sélection nationale
- Championnat du monde
  -  Médaille d'argent du Championnat du monde 2010 en Turquie

- Championnat d'Europe
  -  Médaille d'argent des Championnats d'Europe 2001, Turquie

### Distinction personnelle
- MVP de la ligue turque en 2005